# 喜饒尼瑪
喜饒尼瑪（1955年5月—），又名郭卫平，男，藏族，四川炉霍人，中国藏学家，中國共產黨党员，现为中央民族大学副校长兼藏学院院长，兼任《中央民族大学学报（社科版）》主编、《民族教育研究》主编。

## 著作
主要著作有：《西藏历史地位辨》（合著）、《近代藏事研究》、《中华民国时期中央政府与西藏地方的关系》（合著）。编著有：《中华民国时期军政职官志》（合编）、《蒙藏委员会档案中的西藏事务》（合编）。译著有：《西藏古代法典选编》（合译）。